# 残響レコード
残響レコード（ざんきょうレコード）は日本のインディーズレーベルである。代表取締役はtéのギタリストである河野章宏。

## 概要
- téのファースト・シングルを出した際、最初はディスクユニオンの下北沢店でしか置かれていなかったものが店内でのチャート1位を獲得した為、販売先が多くなったことを機に設立された[1]。コンセプトとして「10000人の耳を変えるレコード会社」を掲げている[1]。
- レーベル会社としての業務に加えてスタジオ経営・CDショップの運営の他、残響塾と称したセミナーの開講を行なっていたが、2016年時点ではレーベル業務とマネジメント業務を除く全事業から撤退し、社員数もごくわずかとなっている[2]。
- 所属アーティストは、インディー・ロック、ポスト・ロック、エレクトロニカやポスト・ハードコアを取り入れ、轟音を含み憂いやロマンチシズムが通う音楽が多く、その音楽性を「残響系」と示す文献が存在する[3]。
- 2009年には残響レコード設立5周年として「残響祭」と題し、東名阪各地のライブハウス(東京は2会場)において残響レコード所属のバンドが中心のイベントが行われた。またレーベル外のゲストとしてザ50回転ズ(大阪会場のみ。)[4]、LOST IN TIME、sleepy.ab(東京会場のみ。)[5]が出演した。2011年から2014年までは毎年秋頃に開催され、設立10周年時には全国10箇所のライブハウスを巡るツアーとして残響祭が開催された[6]。
- 2011年5月3日に東京都渋谷区で直営店「残響SHOP」をオープンした[7]。CDショップとしてだけでなく店舗内でライブも行われていたが、2015年5月10日に閉店[8]。2016年1月からはオンラインストアを運営している[9]。
- 2020年には芸能事務所・クロスアイデアとのコラボレーベル「残響XiDEA」を発足した[10]。

## 所属アーティスト
- té
- KenCove
- ERENA
- シンダーエラ[注釈 1]
- じゅじゅ[注釈 1]
- SERANO
- Mr.Hygge
- The;Cutlery
- The $100 Burger
- Miyake Haruka

## かつて所属していたアーティスト
- 9mm Parabellum Bullet(2005年〜2006年)[注釈 2]
- niumun (2005年〜2006年)
- naan (2005年〜2007年)
- perfect piano lesson (2005年〜)2019年活動休止
- salmon mousse papa (2005年〜2006年)2008年3月活動休止
- hologram (2006年〜2007年)
- 酸素十倍 (2006年)同年解散
- tomo-aki (2006年)
- ルルル (2006年)
- texas pandaa (2006年〜2012年活動休止)
- シェリーズ (2006年)
- rejuvenated half-face (2006年)
- 3nd (2007年〜2011年)
- HB (2007年〜2010年)
- People In The Box（2007年〜2008年)[注釈 3]
- cinema staff（2008年〜2011年)[注釈 4]
- miimi (2008年)
- mudy on the 昨晩 (2008年〜2012年)
- NIZ (2009年)
- ハイスイノナサ (2009年〜)
- ルミナスオレンジ (2009年〜2010年)[注釈 5]
- the cabs (2010年〜2013年解散)[注釈 6]
- KUDANZ (2011年〜2012年)
- COgeNdshE (2012年)活動休止中
- Chouchou merged syrups. (2013年〜2014年)[注釈 7]
- 雨のパレード (2014年〜2016年)[注釈 8]
- TOKYOGUM (2014年〜2016年活動休止)
- TOLIP (2015年)
- 空中メトロ (2016年〜2017年解散)
- O'dile (2017年〜2019年活動停止)

### under_bar
- AFRICAEMO (2010年〜2011年)
- apnea (2005年〜2007年)

### CONTRAST
主にエレクトロニカ、音響といったジャンルの音楽を取り扱うアーティストが所属するレーベル。
- DOF (2006年〜2007年)
- I'm not a gun (2007年〜2010年)
- takeshi nishimoto (2007年)
- Lights out asia (2007年)
- Library tapes (2007年)
- bitcrush (2008年)
- Helios (2008年〜2009年)
- Manual (2008年〜2009年)
- phonem (2009年)
- Guitar (2009年)

### 残響Jazz
- Contemporary Noise Sextet (2010年)

### 海外のアーティスト
- 22 (2012年)
- 65デイズオブスタティック (65daysofstatic) (2006年〜2013年)
- AUDREY (2009年)
- Blakfish (2010年)
- ドゥー・メイク・セイ・シンク (Do make say think) (2008年〜2010年)
- FREDRIK (2009年)
- Japanese Sunday (2008年)
- Kong (2010年)
- Maps & Atlases (2011年)
- ネドリー (Nedry) (2011年)
- Polinski (2011年)
- Rolo Tomassi (2013年)
- scraps of tape (2007年〜2009年)
- SHAPES (2009年)
- The Octopus Project (2014年)
- These Monsters (2010年)
- This specific dream (2007年)
- This Town Needs Guns (2010年)
- Tubelord (2010年)
- we're from Japan! (2006年〜2008年)
- we vs death (2007年)
- Yamon Yamon (2010年)
- you may die in the desert (2007年)
- Youth Movies (2008年〜2009年)

## 作品

### 書籍
- zankyo record sound art book (2010年07月09日/9784781604183/イースト・プレス)